# ون دايركشن: أين نحن
ون دايركشن: أين نحن (بالإنجليزية: One Direction: Where We Are)‏ هو فيلم وثائقي صدر في 12 أكتوبر عام 2014. وهو يحكي الحياة الموسيقية والأعمال لفرقة الغناء العالمية ون دايركشن، ويوثق الفيلم الحفل الناجح الذي أحياه فريق الغناء المشهور ون دايركشن في استاد سان سيرو بميلانو.

## فريق التمثيل
- لويس توملينسون
- نايل هوران
- زين مالك
- ليام باين
- هاري ستايلز

## روابط خارجية
- ون دايركشن: أين نحن على موقع IMDb (الإنجليزية)
- ون دايركشن: أين نحن على موقع بوكس أوفيس موجو (الإنجليزية)
- ون دايركشن: أين نحن على موقع فيلمافينيتي (الإسبانية)
- ون دايركشن: أين نحن على موقع قاعدة بيانات الفيلم (الإنجليزية)
- ون دايركشن: أين نحن على موقع ليتربوكسد (الإنجليزية)
- ون دايركشن: أين نحن على موقع كينوبويسك (الروسية)